# Потяги Голокосту

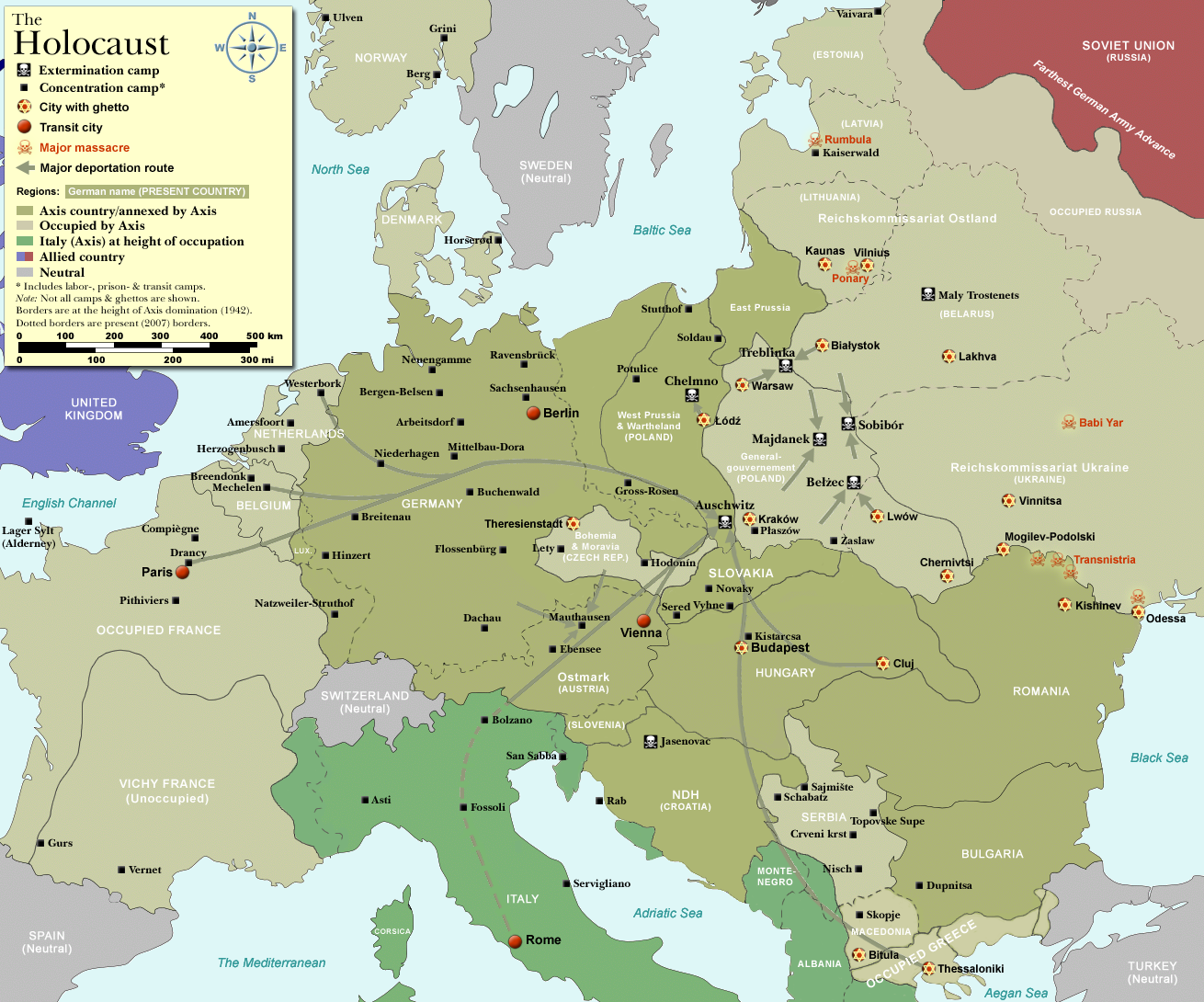
Загальна карта шляхів депортації та таборів

Потяги Голокосту — залізничні транспортні засоби національної залізничної мережі Deutsche Reichsbahn під контролем нацистської Німеччини та її союзників з метою примусової депортації євреїв, а також інших жертв Голокосту, до нацистської концентрації, примусової роботи, та табори смерті.
Швидкість, з якою могли бути знищені люди, які були об'єктом «остаточного рішення», залежала від двох факторів: здатності таборів смерті залити жертв газом і швидко знищити їхні тіла, а також здатності залізниці транспортувати жертв. від нацистських гетто до таборів смерті. Найсучасніші точні цифри на шкалі «Остаточного рішення» все ще частково покладаються на дані про перевезення німецьких залізниць.

## Довоєнний стан
Перша масова депортація євреїв з нацистської Німеччини, Поленакція, відбулася в жовтні 1938 року. Це було примусове виселення німецьких євреїв з польським громадянством, яке підігрівалося Кришталевою ніччю. Приблизно 30 000 євреїв було зібрано та відправлено залізницею до таборів для біженців.

## Роль залізниць в остаточному розв'язанні

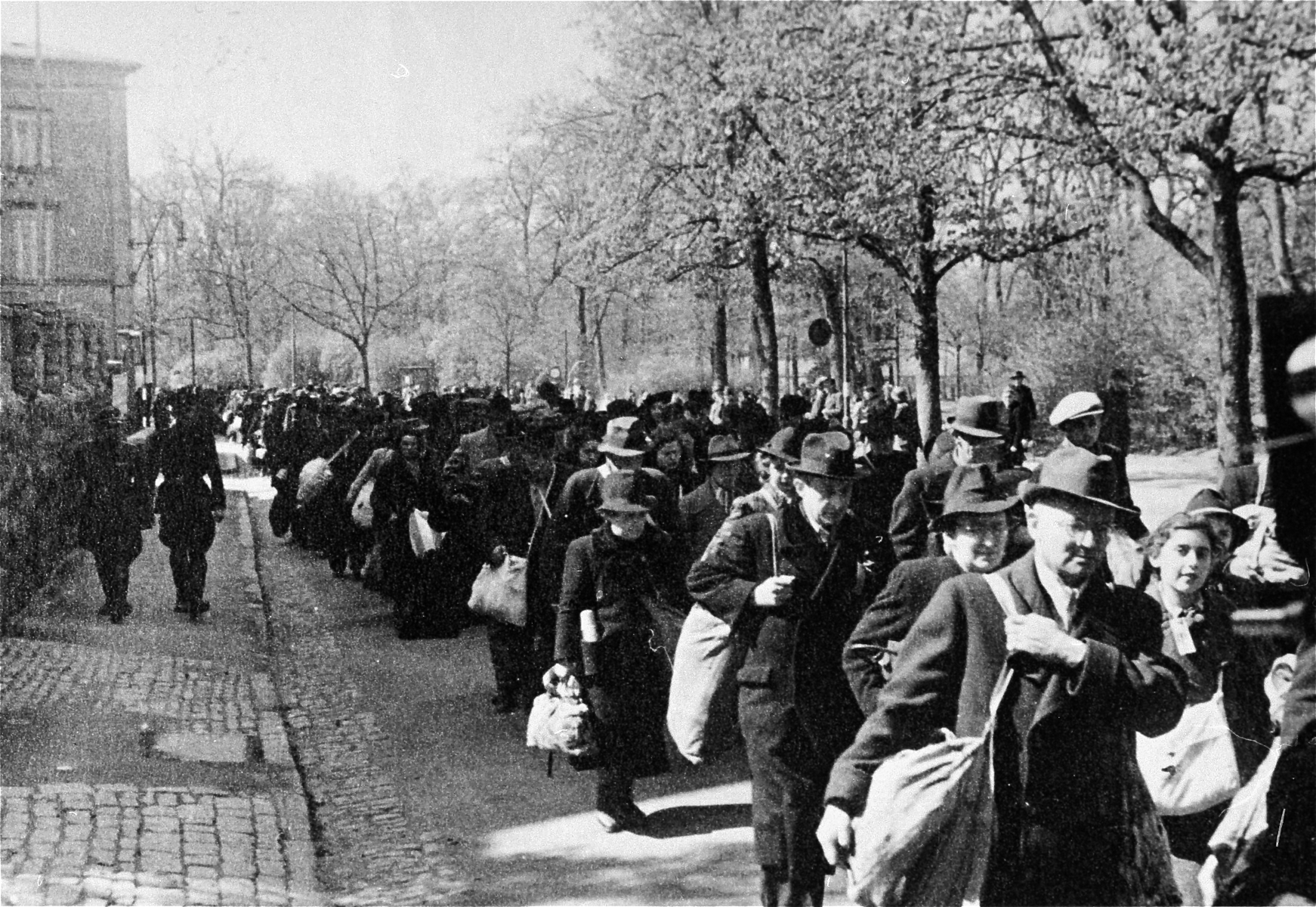
Євреї депортовані з Вюрцбурга 25 квітня 1942 року. Депортація відбулася публічно і була свідками багатьох німців.

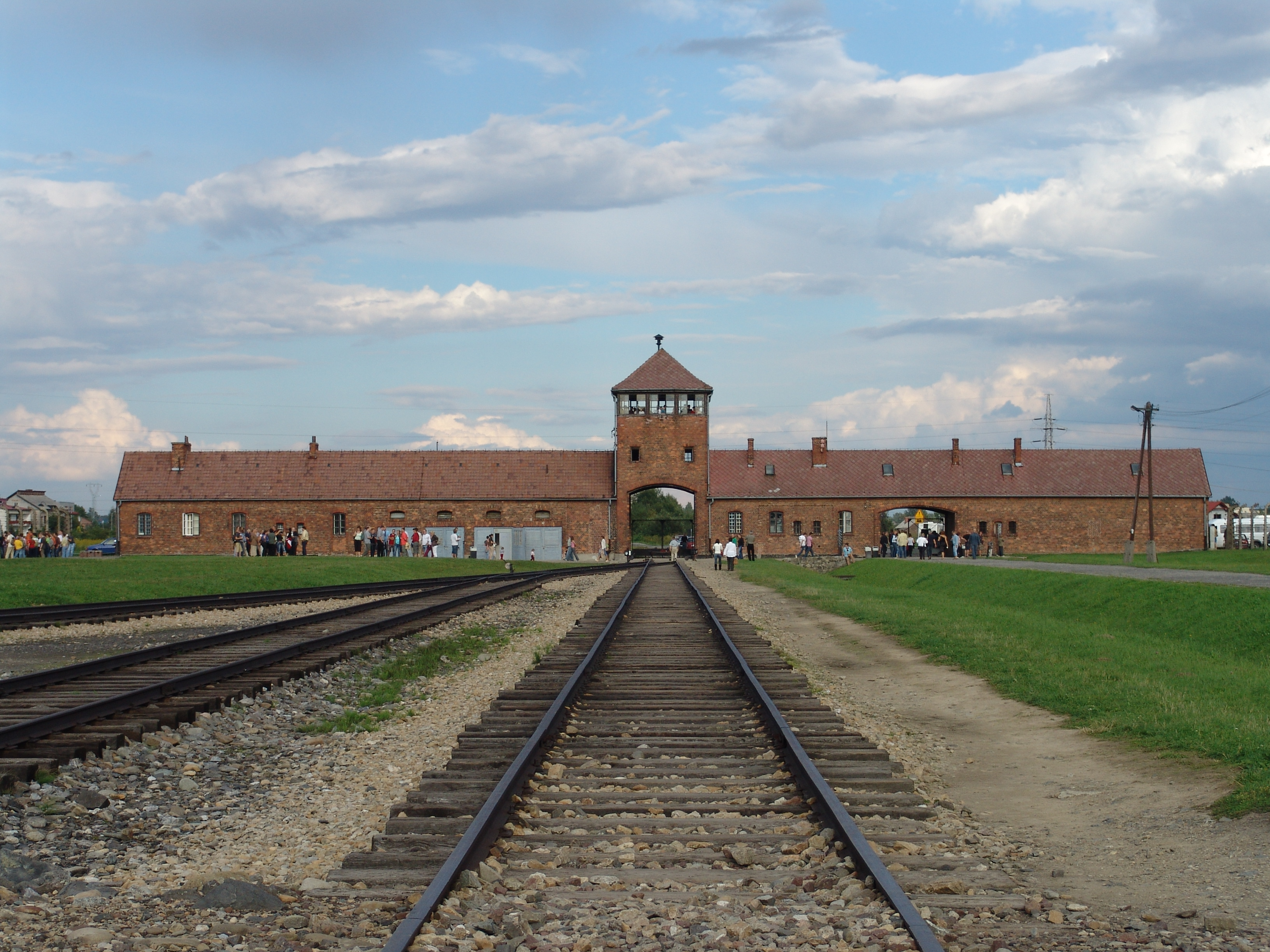
«Ворота смерті» в Аушвіц-Біркенау були побудовані в 1943 році.

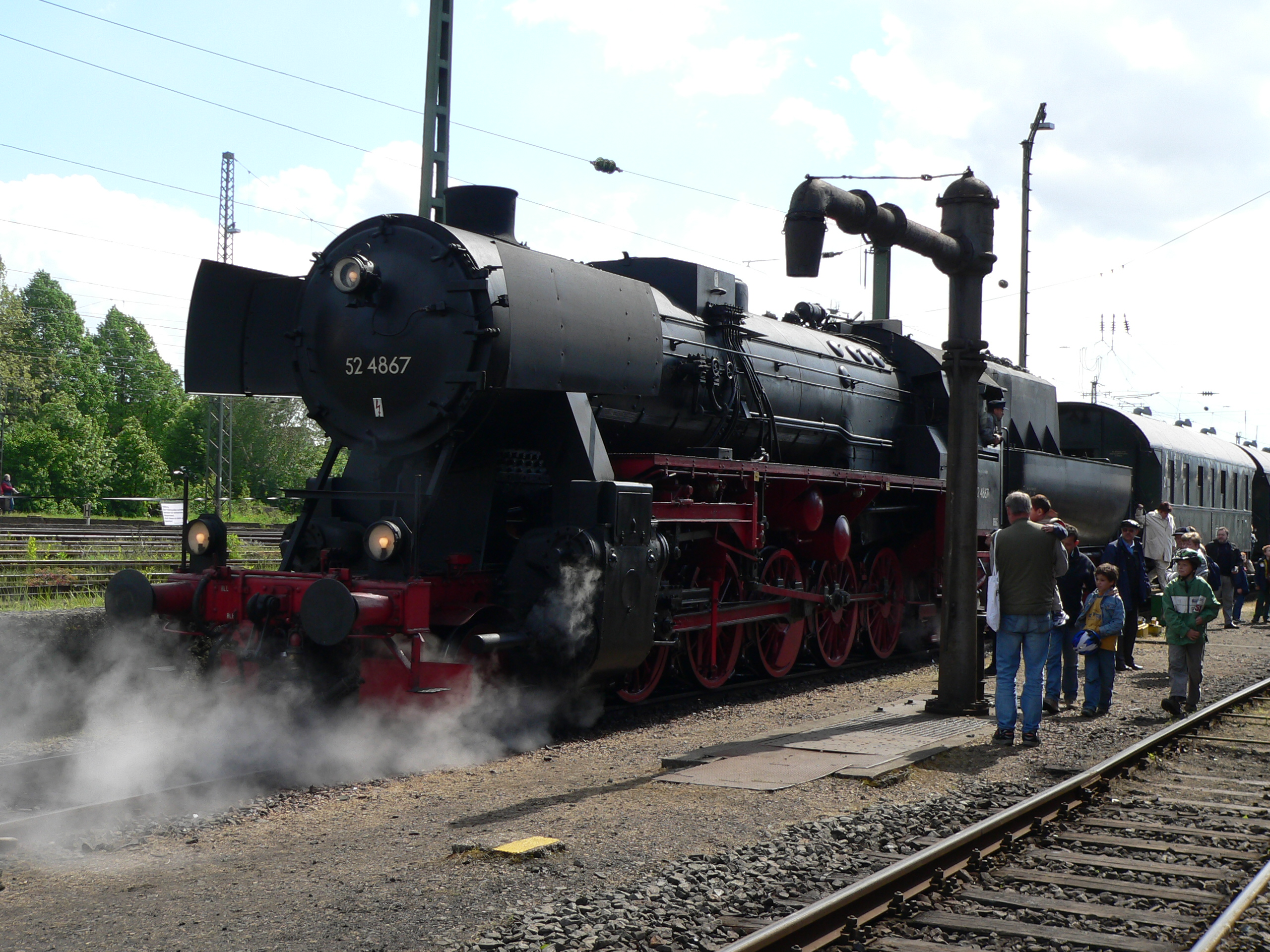
Паровоз німецького виробництва DRB Class 52, який використовувався Deutsche Reichsbahn під час Другої світової війни. Представників цього класу використовували в Голокості.

На різних етапах Голокосту потяги використовувалися по-різному. Спочатку їх використовували для зосередження єврейського населення в гетто, а часто й для транспортування його на примусову працю та німецькі концентраційні табори з метою економічної експлуатації. У 1939 році з матеріально-технічних причин єврейські громади в поселеннях без залізничного сполучення в окупованій Польщі були розпущені. До кінця 1941 року близько 3,5 мільйонів польських євреїв були сегреговані та геттоїзовані СС під час масової депортації з використанням товарних потягів. Постійні гетто мали пряме залізничне сполучення, оскільки продовольча допомога (оплачена самими євреями) повністю залежала від СС, як і всі новозбудовані трудові табори. Євреям було законодавчо заборонено випікати хліб. Вони були відгороджені від широкого загалу в сотнях віртуальних островів-в'язниць під назвою Jüdische Wohnbezirke або Wohngebiete der Juden. Однак нова система виявилася нежиттєздатною. До кінця 1941 року у більшості євреїв у гетто не залишилося жодних заощаджень, щоб заплатити СС за подальші масові поставки їжі. Болото було розв'язане на Ванзейській конференції 20 січня 1942 року поблизу Берліна, де було прийнято «Остаточне вирішення єврейського питання» (die Endlösung der Judenfrage). Це був евфемізм, що стосувався нацистського плану знищення єврейського народу.
Під час ліквідації гетто, починаючи з 1942 року, потяги використовувалися для транспортування засуджених до таборів смерті. Щоб реалізувати «остаточне рішення», нацисти зробили свій власний Deutsche Reichsbahn невід'ємним елементом машини масового знищення, писав історик Рауль Гільберг. Незважаючи на те, що потяги для полонених забирали цінний простір на колії, вони сприяли масовому масштабу та скороченню тривалості винищення. Повністю закритий характер замкнених вагонів для худоби без вікон значно зменшував кількість і вміння військ, необхідних для транспортування засуджених євреїв до місця призначення. Використання залізниць дозволило нацистам брехати про «програму переселення» і, в той же час, будувати й експлуатувати більш ефективні газові установки, які вимагали обмеженого нагляду.
Своє «Остаточне рішення» нацисти маскували під масове «переселення на схід». Жертвам повідомили, що їх везуть до трудових таборів Райхскомісаріату Україна. Насправді з 1942 року для більшості євреїв депортація означала лише смерть у Белжеці, Хелмно, Собіборі, Майданеку, Треблінці чи Аушвіц-Біркенау. План реалізовувався в умовах найсуворішої таємниці. Наприкінці 1942 року під час телефонної розмови особистий секретар Гітлера Мартін Борман попереджав Генріха Гіммлера, який повідомляв йому про 50 000 євреїв, уже знищених у концтаборі в Польщі. «Вони не були знищені, — кричав Борман, — лише евакуйовані, евакуйовані, евакуйовані!», — і грюкнув трубкою, — написав Енгельберг.

## Маршрут і пункт прибуття
Перші потяги з німецькими євреями, вигнаними до гетто в окупованій Польщі, почали відправлятися з центральної Німеччини 16 жовтня 1941 року. Потяги під назвою Sonderzüge (спеціальні потяги) мали низький пріоритет у русі й прямували до магістралі лише після проходження всіх інших транспортних засобів, що неминуче подовжувало час транспортування понад очікування.
Потяги іноді складалися з пасажирських вагонів третього класу, але частіше це були вантажні вагони або вагони для худоби; останній був наповнений до 150 депортованими, хоча у правилах СС було пропоновано 50. Ні їжі, ні води не постачали. Вагони Güterwagen були оснащені лише ковшовою вигрібною ямою. Маленьке заґратоване віконце забезпечувало нерегулярну вентиляцію, що часто призводило до кількох смертей від удушення або впливу стихії.

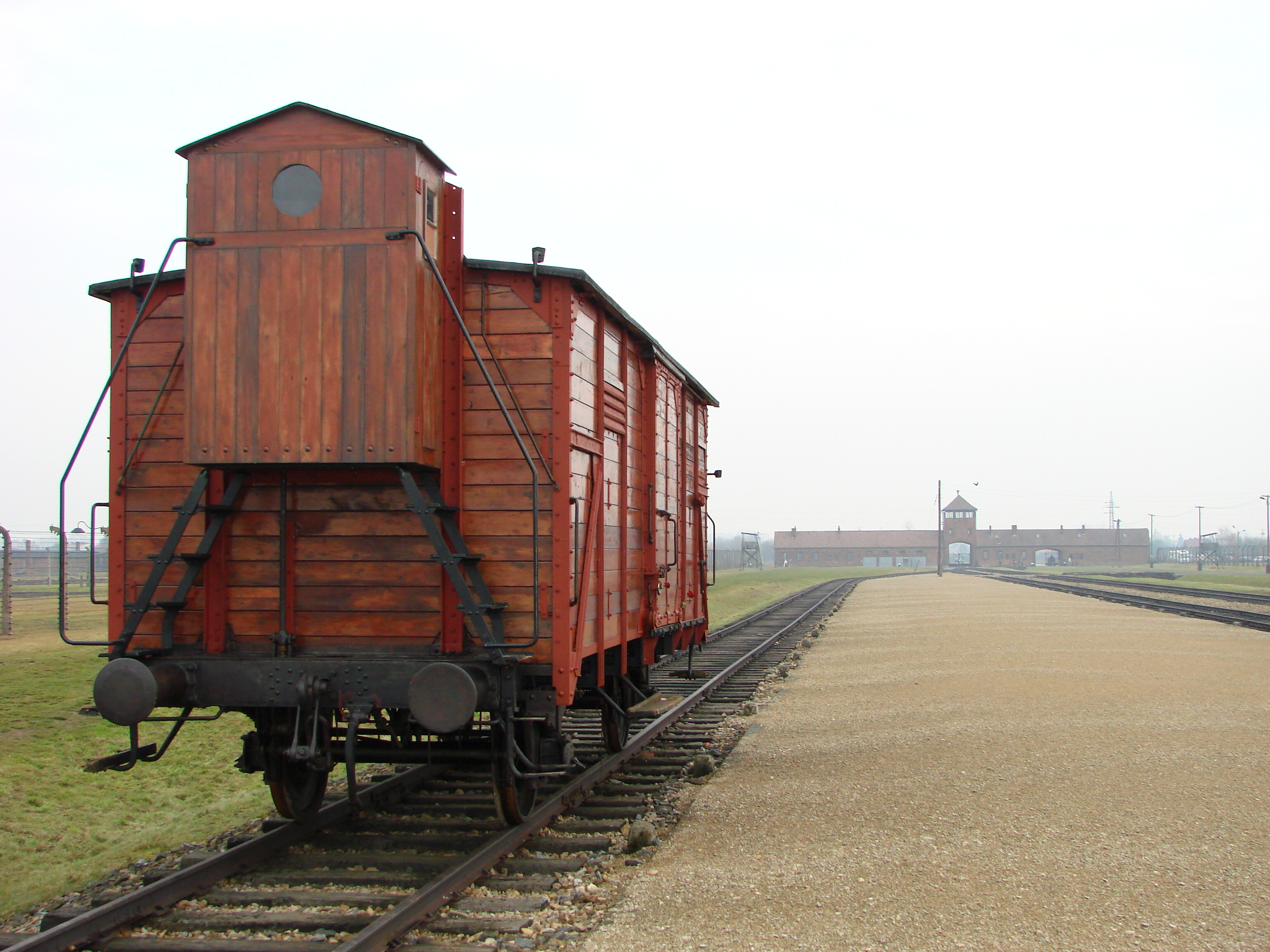
Вагон з кабіною охоронця на під'їзді до Аушвіцу

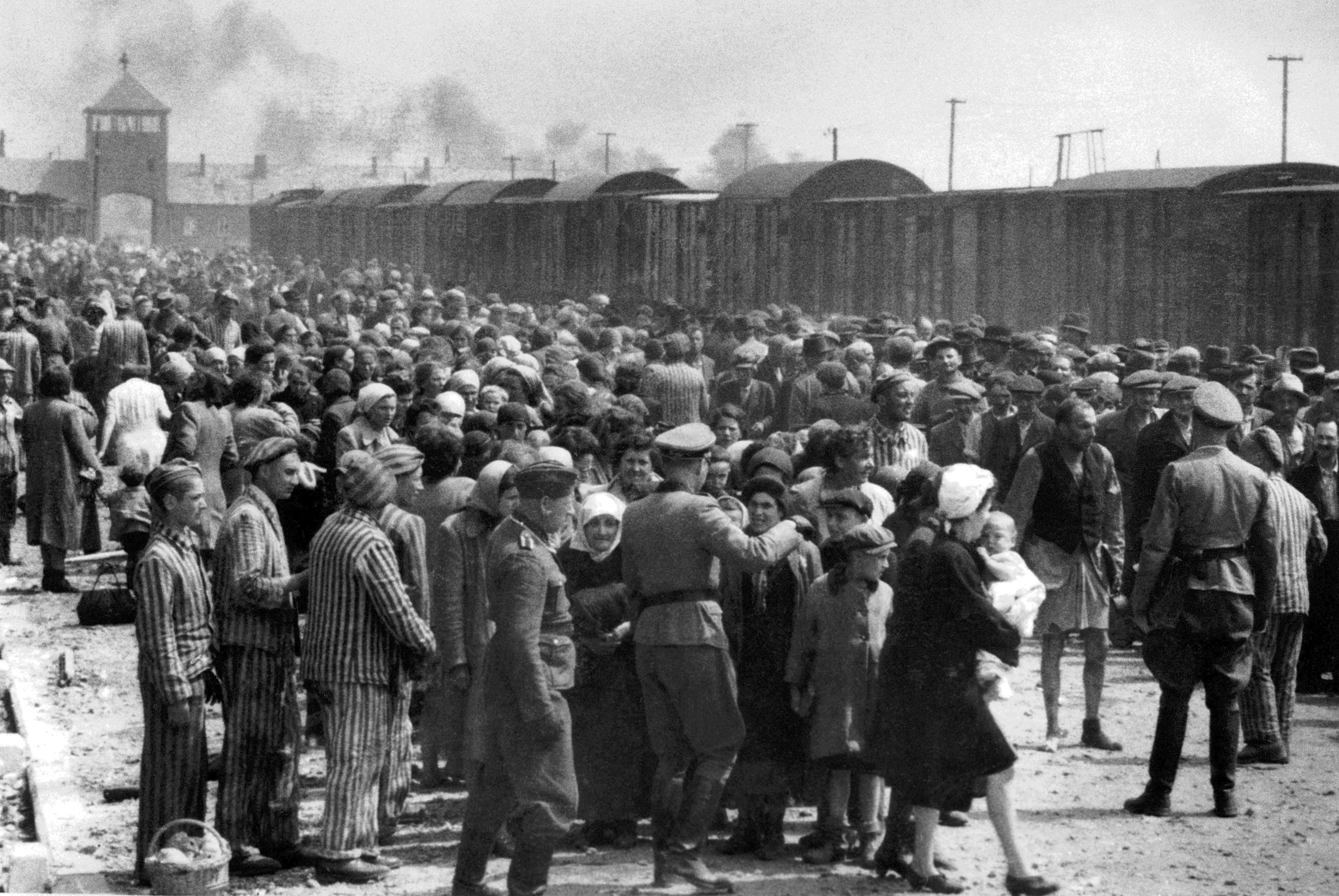
Євреї з Закарпаття проходять «селекцію» на Judenrampe, травень-червень 1944. Бути відправленим праворуч означало призначення на рабську працю; ліворуч — газові камери

## Розрахунки

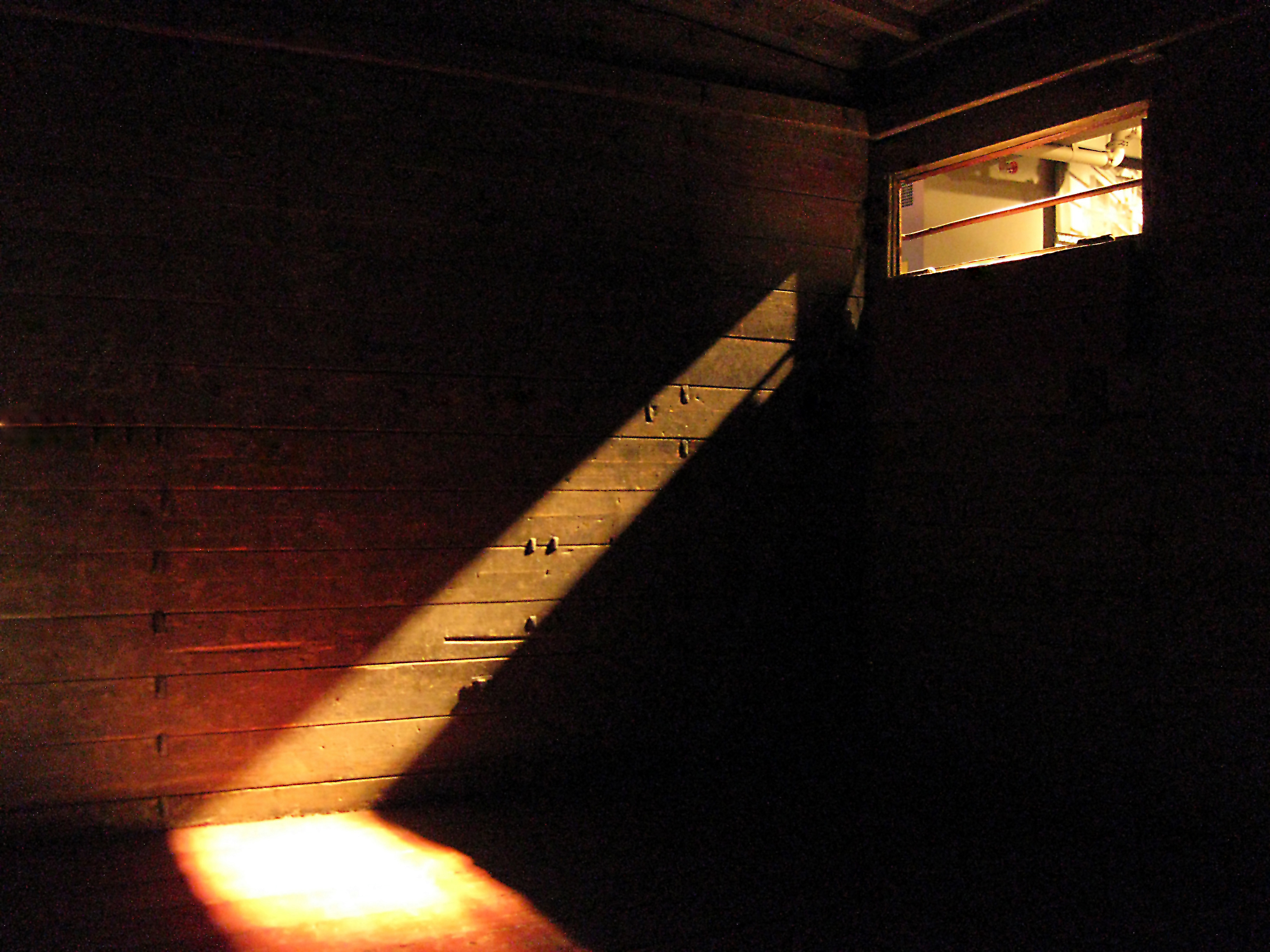
Інтер'єр критого вагона, який використовувався для перевезення євреїв та інших жертв Голокосту, Меморіальний музей Голокосту США у Вашингтоні, округ Колумбія

Стандартним транспортним засобом був 10 метровий вантажний вагон, хоча пасажирські вагони третього класу також використовувалися, коли есесівці хотіли зберегти міф про «переселення для роботи на Схід», зокрема в Нідерландах і Бельгії. Посібник СС охоплював такі потяги, припускаючи, що вантажопідйомність кожного потягу становить 2500 осіб у 50 вагонах, у кожному з яких перебуває 50 в'язнів. Однак насправді вагони зазвичай завантажувалися на 200 % місткості, або 100 осіб на вагон. Це призвело до середнього 5000 людей на один склад. Під час масової депортації євреїв із Варшавського гетто до Треблінки у 1942 році потяги перевозили до 7 тисяч жертв кожен.
Загалом міністерство транспорту Рейху організувало понад 1600 потягів, які відправлялися в основному польською державною залізничною компанією, захопленою Німеччиною, через те, що більшість таборів смерті розташовані на території окупованої Польщі. Між 1941 і груднем 1944 року, офіційною датою закриття комплексу Аушвіц-Біркенау, розклад відправки/прибуття становив 1,5 потяга на день: 50 вантажних вагонів × 50 в'язнів на вантажний вагон × 1066 днів = ~4 000 000 в'язнів загалом.
20 січня 1943 року Генріх Гіммлер надіслав листа Альберту Ганценмюллеру, заступнику державного секретаря Міністерства транспорту Рейху, з проханням: «Потрібна ваша допомога та підтримка. Якщо я хочу швидко закінчити справу, мені потрібно мати більше поїздів». З приблизно шести мільйонів євреїв, знищених під час Другої світової війни, два мільйони були вбиті на місці військовими, Ваффен-СС, батальйонами поліції порядку та мобільними ескадронами смерті айнзатцгрупен за підтримки та місцевої допоміжної поліції. Решту відправили на смерть в інше місце. 

## Оплата

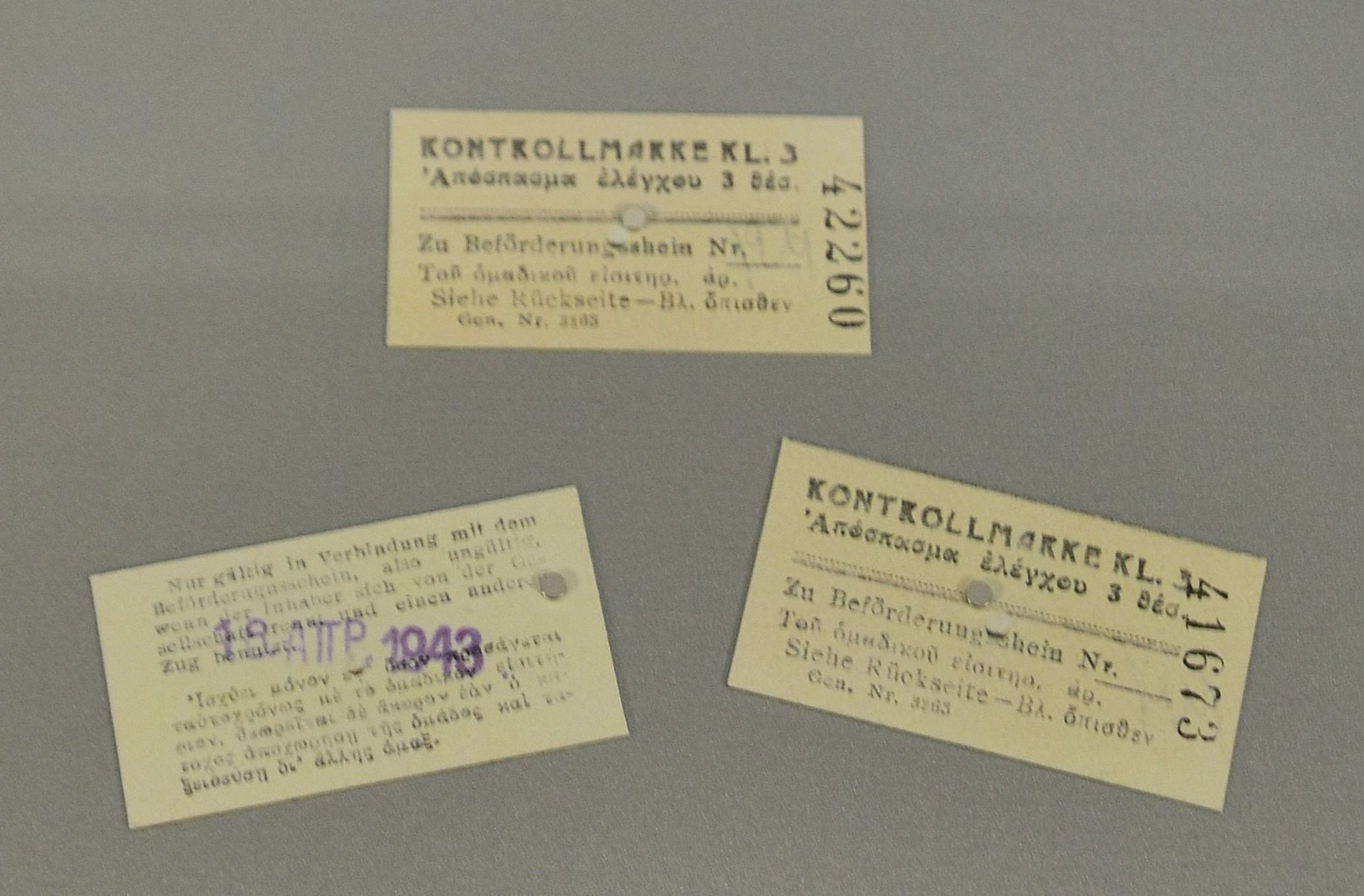
Квитки на потяг грецьких євреїв, депортованих до Аушвіц-Біркенау для знищення, виставлені в музеї Аушвіца.

Більшість євреїв були змушені оплачувати власні депортації, особливо там, де використовувалися пасажирські вагони. У світлі міфу про «переселення для роботи на Схід» цей платіж надійшов у формі прямого грошового депозиту до СС. За проживання в гетто дорослі євреї платили повну вартість квитка в один кінець, діти до 10–12 років — половину, а до чотирьох — безкоштовно. Першими депортували євреїв, у яких закінчилися гроші. Частину цих грошей СС передало німецькому транспортному управлінню для оплати німецьких залізниць за транспортування євреїв. Reichsbahn отримував еквівалент залізничного квитка третього класу за кожного в'язня, якого доставляли до місця призначення: 8 000 000 пасажирів, 4 пфеніги за кілометр колії, помножити на 600 км (середня довжина маршруту), дорівнював 240 млн рейхсмарок.
Рейхсбан клав у кишеню як ці гроші, так і власну частку готівки, яку платили перевезені євреї після зборів СС . Відповідно до експертного звіту, створеного від імені німецького проекту «Поїзд пам'яті», надходження, отримані державним Deutsche Reichsbahn від масових депортацій у період між 1938 і 1945 роками, досягли 664 525 820,34 доларів США.

## Операції по всій Європі
Потяги Голокосту, які рухалися в основному ефективними паровими локомотивами, містили в середньому максимум 55 вантажних вагонів із завантаженням від 150 % до 200 %. Участь Німецької державної залізниці (Deutsche Reichsbahn) мала вирішальне рішення для ефективної реалізації «остаточного вирішення єврейського питання». DRB отримував гроші за транспортування євреїв та інших жертв Голокосту з тисяч міст і сіл по всій Європі, щоб зустріти свою смерть у системі нацистських концтаборів.
Окрім перевезення німецьких євреїв, DRB відповідав за координацію перевезень на залізничних мережах окупованих територій та союзників Німеччини. Характеристики організованого зосередження та транспортування жертв Голокосту відрізнялися залежно від країни.

### Бельгія

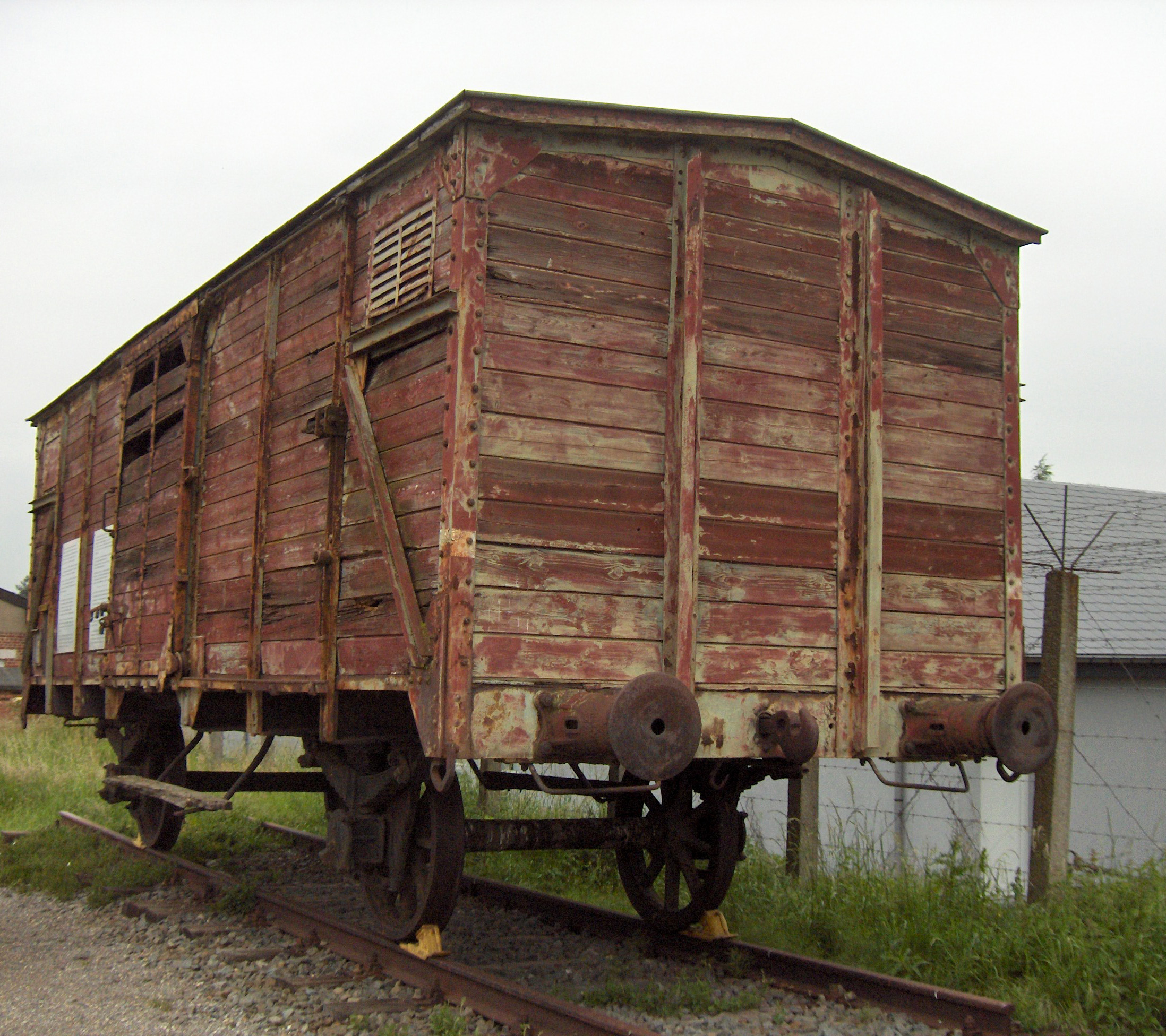
Вагон для худоби, який використовувався для транспортування бельгійських євреїв до таборів у Східній Європі. Отвори були закриті колючим дротом. Цей приклад зберігається у форті Брендонк.

Після нападу Німеччини на Бельгію 10 травня 1940 року всі євреї були змушені зареєструватися в поліції станом на 28 Жовтень 1940 року. Списки дозволили Бельгії стати першою країною в окупованій Західній Європі, яка депортувала недавно іммігруючих євреїв. Реалізація «Остаточного рішення» в Бельгії була зосереджена на транзитному таборі Мехелен (Малінес), обраному тому, що він був вузлом Бельгійської національної залізничної системи. Перший конвой вирушив з Мехелена до таборів смерті 22 липня 1942 року, хоча майже 2250 євреїв уже були депортовані як примусові роботи для Організації Тодт до Північної Франції. До жовтня 1942 року 17 конвоями було депортовано близько 16 600 осіб. На цей час депортації були тимчасово припинені до січня 1943 року. Депортовані під час першої хвилі не були бельгійськими громадянами через втручання королеви Єлизавети в німецьку владу. У 1943 році поновилися депортації бельгійців.

### Болгарія

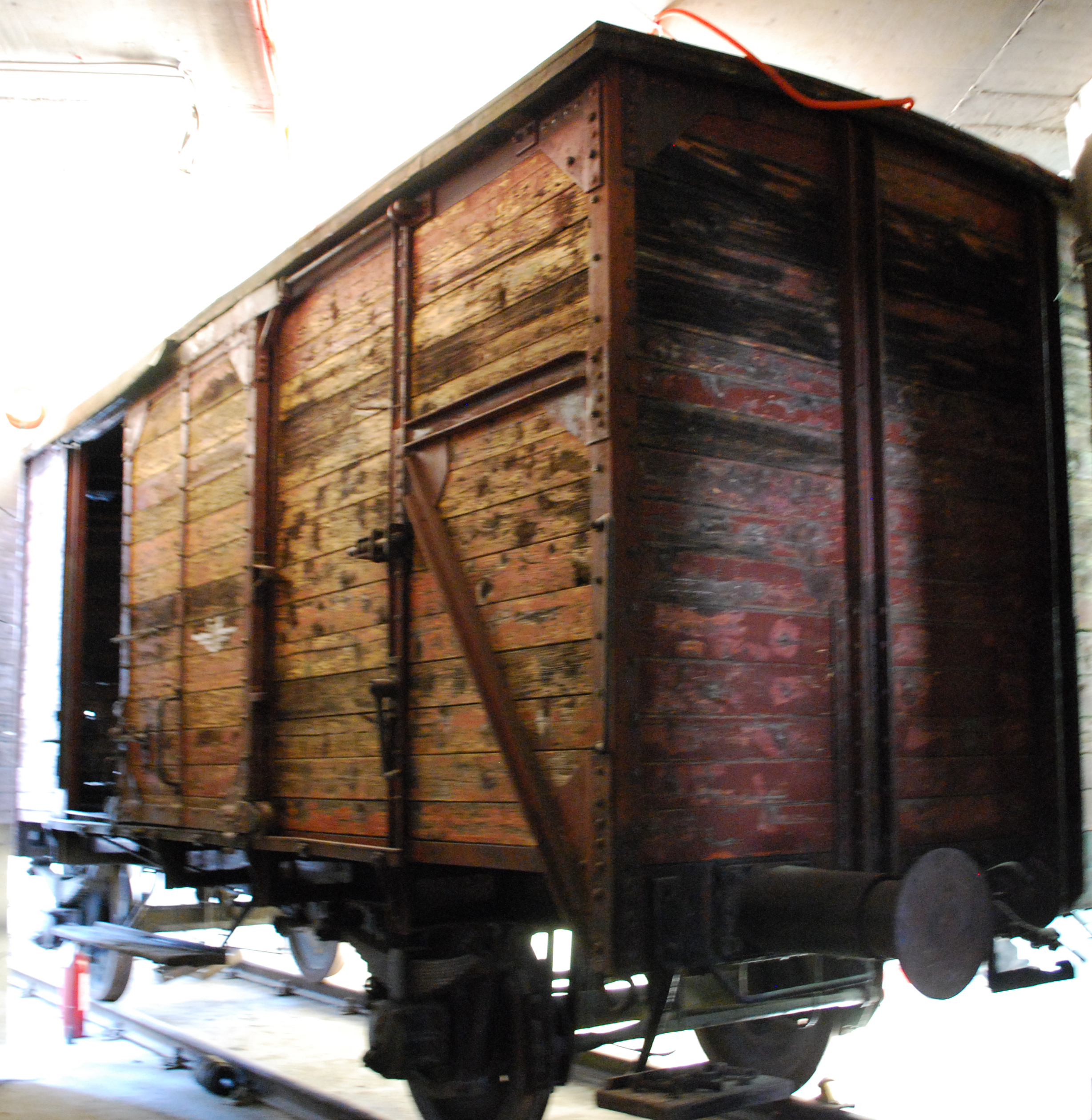
Оригінальний вагон, який використовувався для транспортування македонських євреїв у Меморіальному центрі Голокосту для євреїв Македонії

Болгарія приєдналася до держав Осі в березні 1941 року і взяла участь у вторгненні до Югославії та Греції. Болгарський уряд створив транзитні табори в Скоп'є, Благоєвграді та Дупниці для євреїв із колишньої сербської провінції Вардарської бановини та Фракії (сьогодні Північна Македонія та Греція). «Депортація на схід» 13 000 в'язнів, переважно до табору смерті Треблінка, почалася 22 лютого 1943 року, переважно в легкових автомобілях. За чотири дні близько 20 складів поїздів вирушили в умовах сильної переповненості до окупованої Польщі, що вимагало щоденної зупинки кожного поїзда, щоб викинути тіла євреїв, які загинули протягом попередніх 24 годин. У травні 1943 року болгарський уряд на чолі з царем Борисом III вигнав 20 000 євреїв із Софії і в той же час розробив плани депортації болгарських євреїв до таборів відповідно до угоди з Німеччиною. Свідком поїзда Голокосту з Фракії став Стефан I, єпископ-митрополит Софії, який був шокований побаченим. Зрештою, євреї власне Болгарії не були депортовані.

### Богемія і Моравія
Чехословаччина була анексована нацистською Німеччиною в 1939 році. У межах нового етнічно-чеського протекторату Богемії та Моравії Чехословацька державна залізниця (ČSD) була передана Рейхсбану, а на її місці була створена нова німецька залізнична компанія Böhmisch-Mährische Bahn (BMB). Три чверті богемських і моравських євреїв були вбиті під час Голокосту, з яких 33 000 загинули в гетто Терезієнштадт. Решту транспортували в потягах Голокосту з Терезієнштадта переважно до Аушвіц-Біркенау. Останній потяг до Біркенау вирушив з Терезієнштадта 28 жовтня 1944 року з 2038 євреями, з яких 1589 були негайно убиті газом.

### Франція

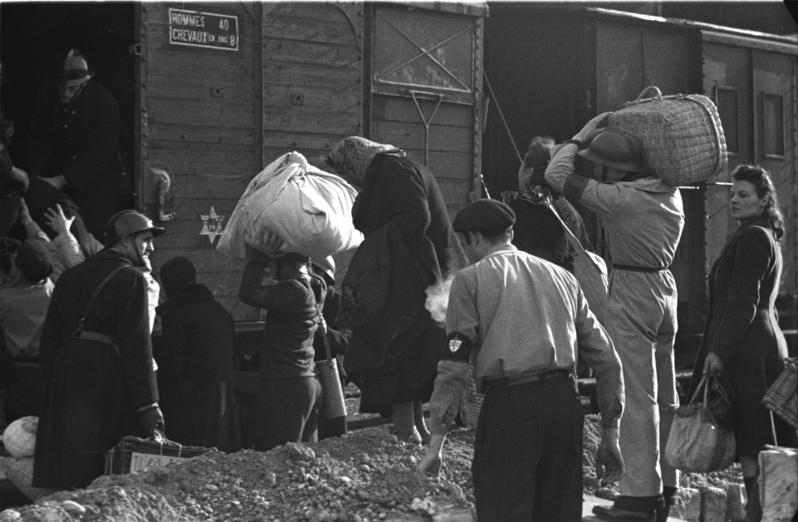
Депортація євреїв під час Марсельської облави, 24 січня 1943 року

Французька національна залізнична компанія SNCF під керівництвом уряду Віші була залучена до «Остаточного рішення». Загалом уряд Віші депортував понад 76 000 євреїв без їжі та води (про що марно благав Червоний Хрест), а також тисячі інших так званих небажаних осіб на концентрацію та знищення, створені німцями. табори в потягах Голокосту, згідно з угодою з урядом Німеччини; менше 3 відсотків пережили депортацію. За словами Сержа Кларсфельда, президента організації «Сини та дочки єврейських депортованих із Франції», SNCF був змушений німецькою владою та владою Віші співпрацювати у забезпеченні транспортування французьких євреїв до кордону та не отримував жодного прибутку від цього транспортування. Однак у грудні 2014 року SNCF погодилася виплатити компенсацію в розмірі до 60 мільйонів доларів тим, хто пережив Голокост у Сполучених Штатах. Це відповідає приблизно 100 000 доларів на кожного вижилого.

### Греція

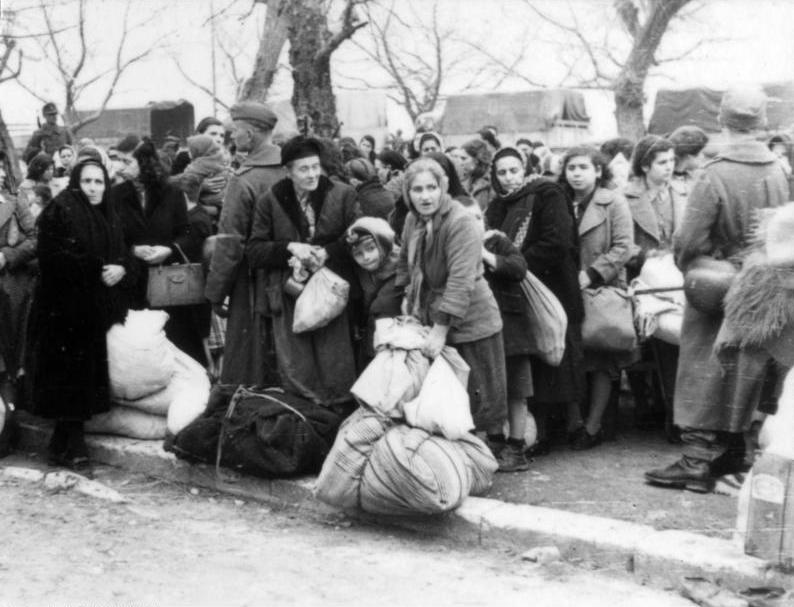
Депортація євреїв з Яніни в березні 1944 року

Після вторгнення Греція була поділена між італійською, болгарською та німецькою зонами окупації до вересня 1943 року. Більшість грецьких євреїв проживали в Салоніках (Салоніки), що перебували під владою Німеччини, де був створений збірний табір для євреїв також з Афін і грецьких островів. Звідти 45 000–50 000 євреїв було відправлено до Аушвіц-Біркенау в період з березня по серпень 1943 року, упакованих по 80 у вагон. Також було 13 000 грецьких євреїв в італійській і 4 000 євреїв у болгарській зоні окупації. У вересні 1943 року італійська зона була захоплена Третім рейхом.

### Угорщина

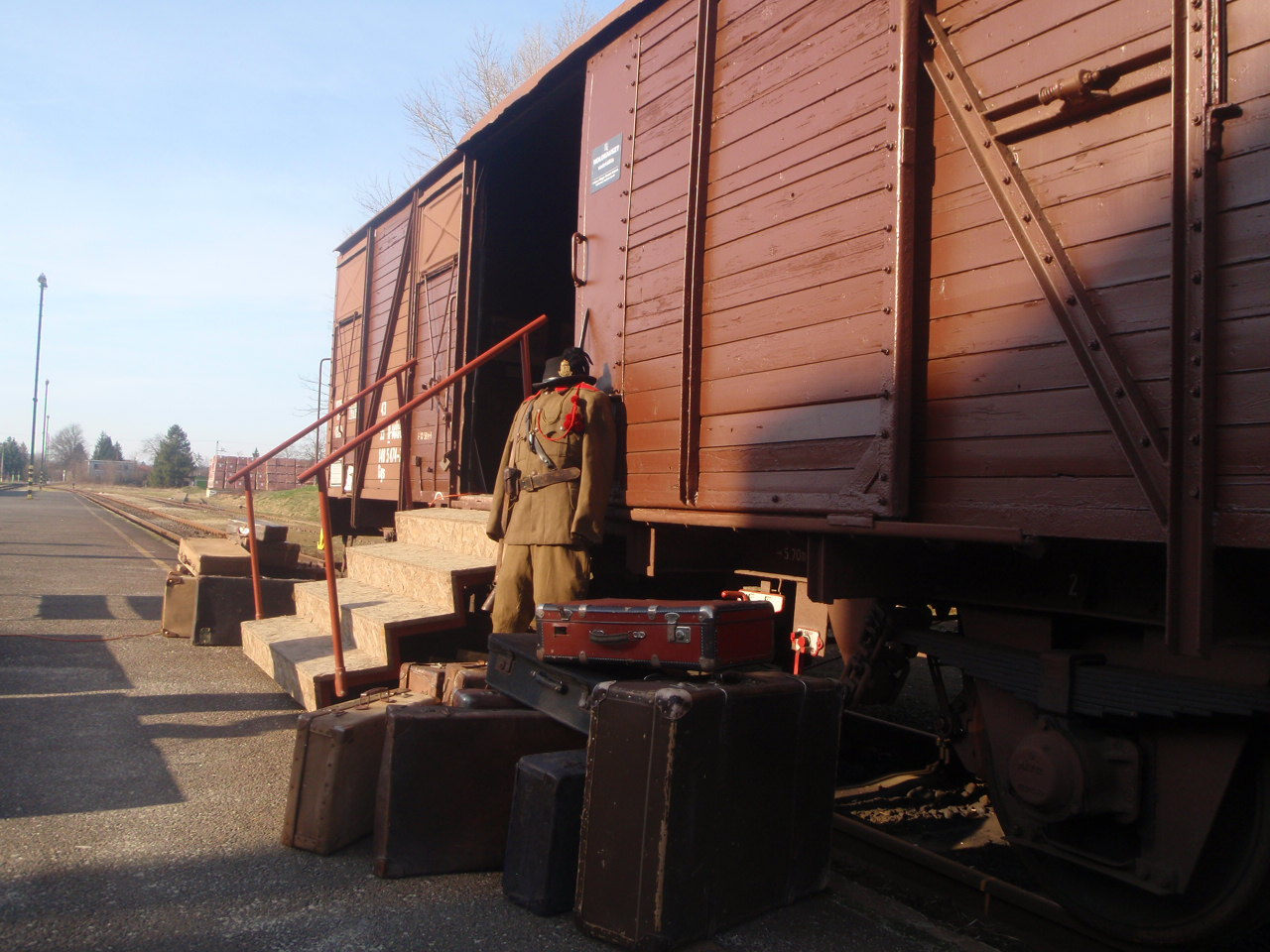
Поїзд Голокосту з Угорщини, виставка

Під контролем Угорщини кількість євреїв офіційно зросла до 725 007 до 1941 року. З них 184 453 євреї проживали в Будапешті. Перебуваючи в союзі з нацистською Німеччиною, Угорщина отримала нові провінції як на Першому, так і на Другому Віденських нагородах (1938; 1940). Угорська армія отримала життєво важливу допомогу від Угорських державних залізниць (MÁV) у Північній Трансільванії (Ерделі). Немісцевих євреїв вигнали з території Угорщини; близько 20 000 було перевезено до окупованих Чехословаччини та Югославії, а трансільванських євреїв було відправлено назад до Румунії. Угорщина брала участь в операції «Барбаросса», поставивши 50 000 єврейських рабів на Східний фронт. Більшість робітників загинули до січня 1943 року. Пізніше того ж року Гітлер виявив, що прем'єр-міністр Міклош Калай таємно радився із західними союзниками. Щоб зупинити його, у березні 1944 року Німеччина розпочала операцію «Маргарете» та взяла під свій контроль усі єврейські справи. 29 квітня 1944 року відбулася перша депортація угорських євреїв до Біркенау. З 15 — 25 травня, за даними бригадефюрера СС Едмунда Везенмайера, було депортовано 138 870 євреїв. 31 травня 1944 року Везенмаєр повідомив про додаткові 60 000 євреїв, відправлених до таборів за шість днів, тоді як загальна кількість за останні 16 днів склала 204 312 жертв. З травня по липень 1944 року за допомогою угорської поліції німецька Sicherheitspolizei депортувала майже 440 000 угорських євреїв, переважно до Аушвіц-Біркенау, або 437 000 зі швидкістю 6250 на день.

### Італія

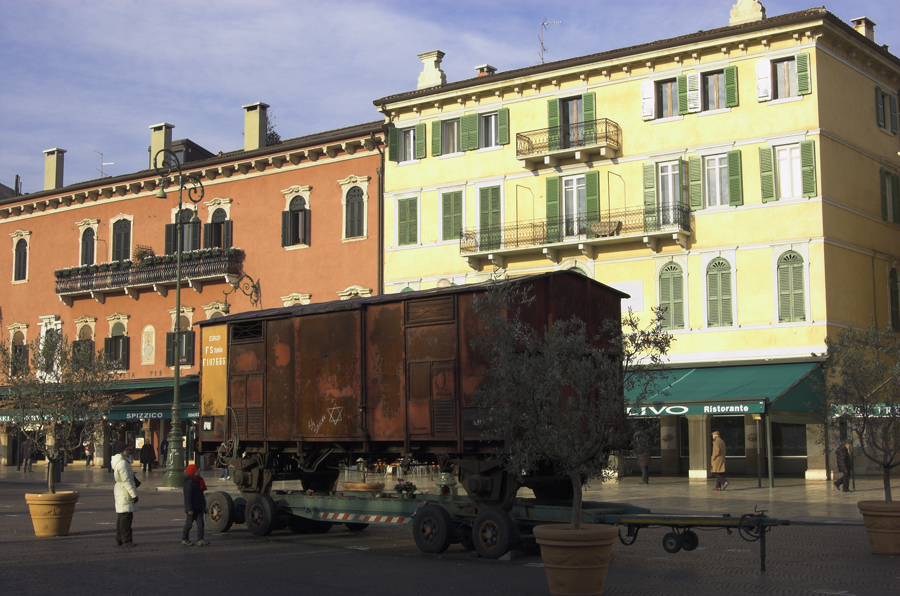
Італійська виставка поїздів Голокосту, Верона

Поширена думка про те, що Беніто Муссоліні чинив опір депортації італійських євреїв до Німеччини, широко розглядається єврейськими вченими як спрощена, оскільки італійська єврейська громада з 47 000 осіб становила найбільш асимільованих євреїв у Європі. Приблизно кожен третій єврейський чоловік був членом фашистської партії до початку війни; понад 10 000 євреїв, які раніше приховували свою ідентичність, оскільки антисемітизм був частиною самого ідеалу italianità, писав Вайлі Файнштейн.
Голокост прийшов до Італії у вересні 1943 року після захоплення країни Німеччиною через її повну капітуляцію під Кассібіле. До лютого 1944 року німці відправили 8000 євреїв до Аушвіц-Біркенау через Австрію та Швейцарію, хоча більше половини жертв, заарештованих і депортованих з північної Італії, було зібрано італійською поліцією, а не нацистами. Крім того, між вереснем 1943 і квітнем 1944 року принаймні 23 000 італійських солдатів було депортовано для роботи в якості рабів у німецькій військовій промисловості, тоді як понад 10 000 партизанів були захоплені та депортовані протягом того ж періоду до Біркенау. До 1944 року на користь німецької військової машини працювало понад півмільйона італійців.

### Нідерланди
Нідерланди були захоплені 10 травня 1940 року і потрапили під військовий контроль Німеччини. Громада корінних голландських євреїв, включаючи нових єврейських біженців з Німеччини та Австрії, оцінювалася в 140 000 осіб. Більшість корінних жителів були зосереджені в амстердамському гетто, перш ніж їх перемістили до транзитного табору Вестерборк на північному сході поблизу німецького кордону. Депортовані для «переселення», які залишали пасажирські та вантажні поїзди NS, не знали свого кінцевого пункту призначення чи долі, оскільки листівки часто викидали з рухомих поїздів.

### Норвегія
Норвегія капітулювала перед нацистською Німеччиною 10 червня 1940 року. На той час у Норвегії проживало 1700 євреїв. Близько половини з них втекли до нейтральної Швеції. Облави СС почалися восени 1942 року за підтримки норвезької поліції. Наприкінці листопада 1942 року всіх євреїв Осло, включаючи жінок і дітей, посадили на корабель, реквізований урядом Квіслінга, і доставили до Гамбурга, Німеччина. Звідти їх потягом депортували до Аушвіц-Біркенау. Загалом 770 норвезьких євреїв було відправлено човнами до Німеччини між 1940 і 1945 роками. Вціліли лише два десятки.

### Польща

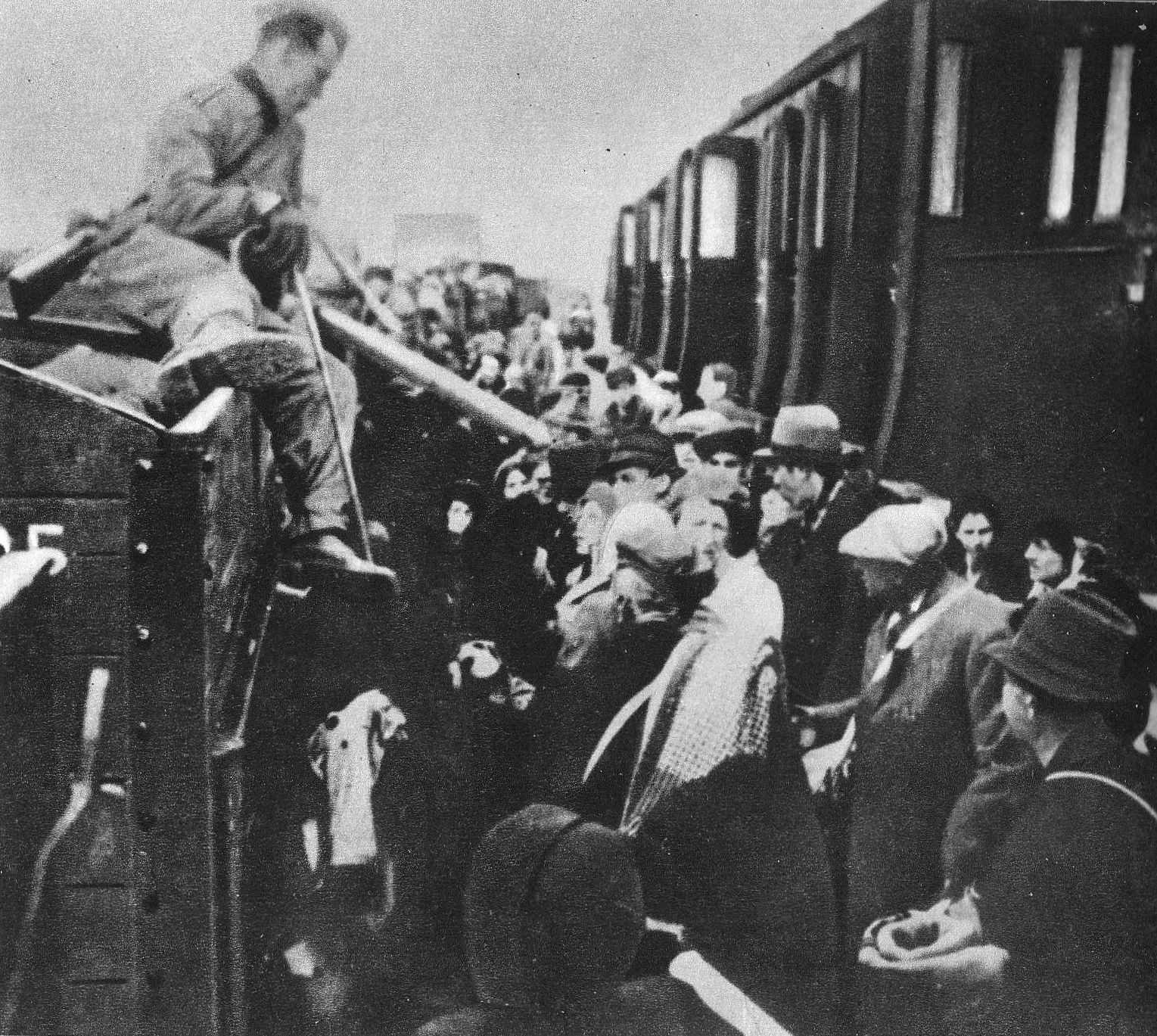
Євреїв пересаджують на вузькоколійну залізницю по дорозі до табору смерті Кульмгоф

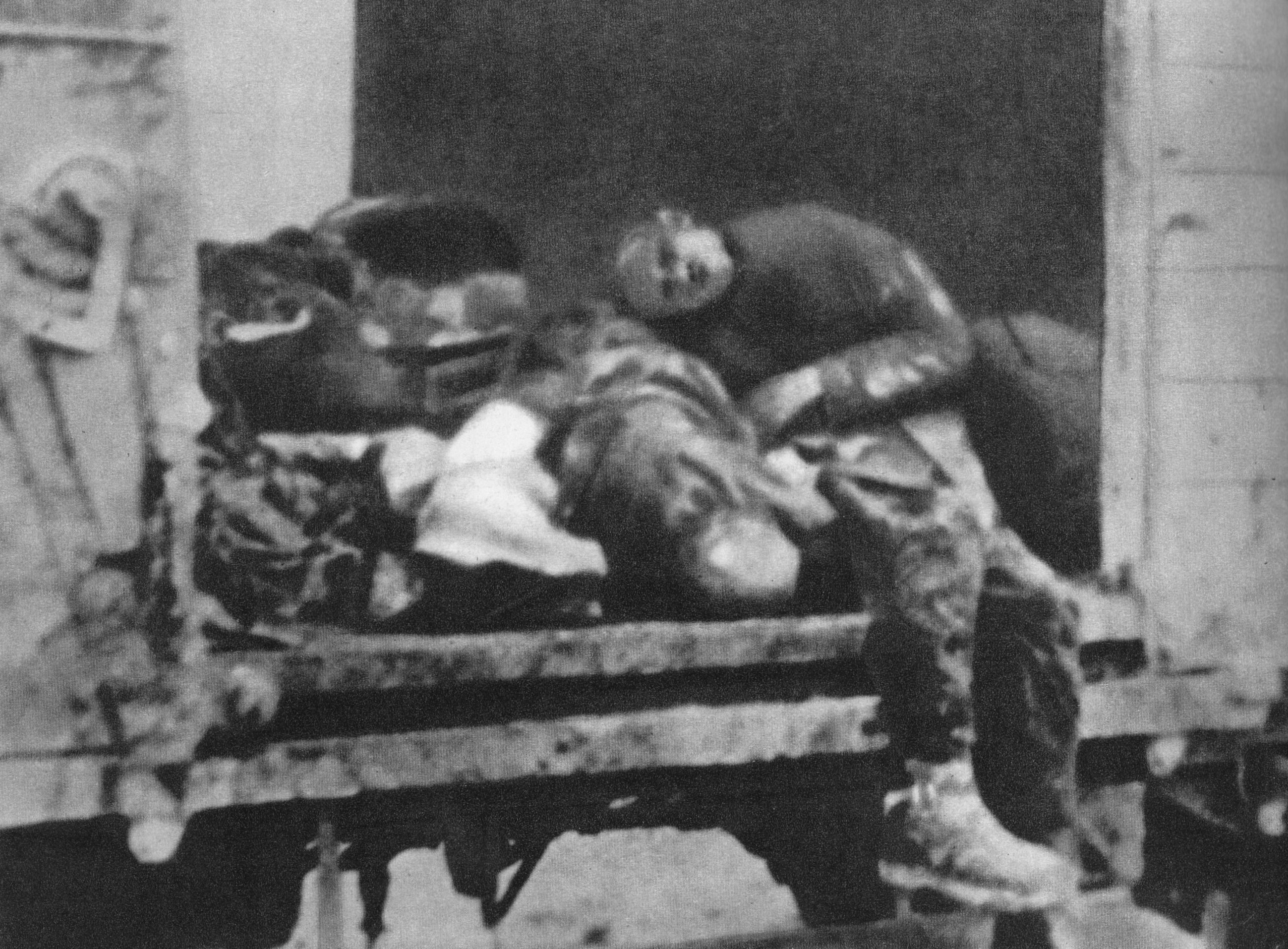
Трупи євреїв із Варшавського ґетто, які померли в запечатаних вагонах, перш ніж дістатися до табору смерті Треблінка, серпень 1942 року

Після вторгнення до Польщі у вересні 1939 року нацистська Німеччина негайно розпустила Польську національну залізницю (PKP) і передала її активи Deutsche Reichsbahn у Сілезії, Великій Польщі та Померанії. У листопаді 1939 року, як тільки в окупованій центральній Польщі було створено напівколоніальний Генеральний уряд, було створено окрему філію DRB під назвою Generaldirektion der Ostbahn (польською Kolej Wschodnia) зі штаб-квартирою GEDOB у Кракові усі філії DRB існували за межами власне Німеччини. Ostbahn отримав 3818 кілометрів залізничних ліній і 505 км вузькоколійки.
У грудні 1939 року, на вимогу Ганса Франка в Берліні, Ostbahndirektion отримала фінансову незалежність після повернення 10 мільйонів рейхсмарок до ДРБ. Усунення всіх пошкоджень від бомб було завершено в 1940 році. Польське керівництво було або страчено під час масових розстрілів (див.: Intelligenzaktion 1939 року та німецька AB-Aktion 1940 року в Польщі), або ув'язнено в нацистських концтаборах. У хвилі близько 8000 миттєвих підвищень німецькі чиновники отримали керівні посади. Новий Східний відділ ДРБ отримав 7,192 кілометра (4,469 миля) нових залізничних ліній і 1052 км (переважно промислової) вузькоколійки на анексованих територіях.

### Румунія

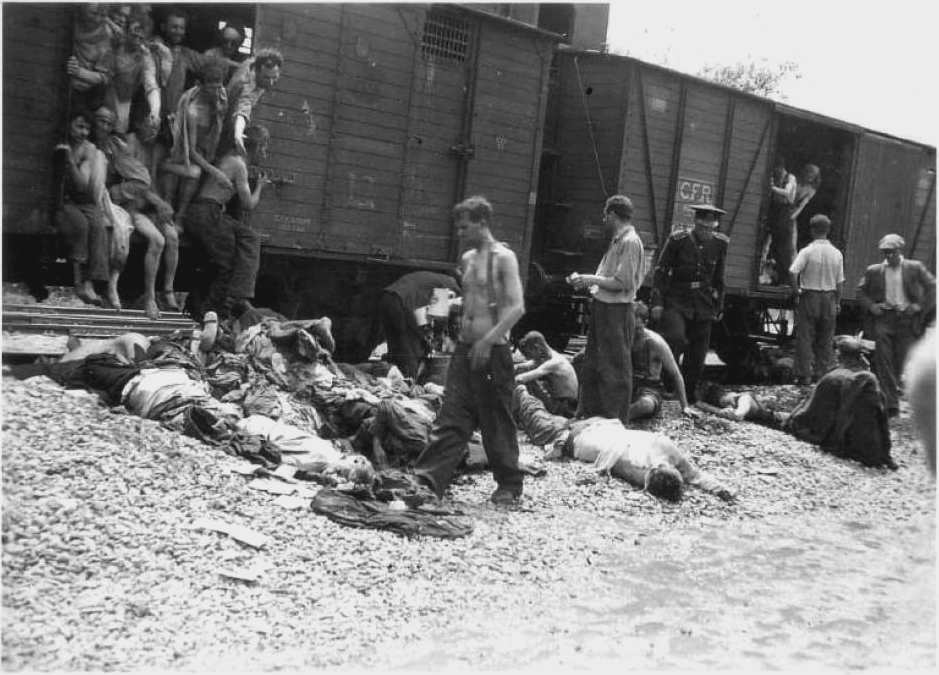
Витягування мертвих євреїв із «потяга смерті» Яссського погрому, липень 1941 р.

Румунські залізниці брали участь у транспортуванні євреїв і ромів до концентраційних таборів у Румунському Старому Королівстві, Бессарабії, Північній Буковині та Трансністрії. Примітним прикладом є те, що після погрому в Яссах євреїв насильно повантажили у вантажні вагони з дошками, забитими на вікна, і їхали сім днів у неймовірних умовах. Багато загинуло та серйозно постраждало через нестачу повітря, жару, воду, їжу чи медичну допомогу. Ці справжні потяги смерті прибули до пунктів призначення Поду-Ілоай і Калараш із лише п'ятою частиною пасажирів. Румунські залізниціРумунські залізниці поки що не принесла офіційних вибачень за свою роль у Голокості в Румунії.

### Словаччина
9 вересня 1941 року парламент словацької держави ратифікував Єврейський кодекс, серію законів і постанов, які позбавили 89 000 євреїв Словаччини їхніх громадянських прав і засобів економічного виживання. Правляча Словацька народна партія платила 500 рейхсмарок за вигнаного єврея в обмін на обіцянку, що депортовані ніколи не повернуться до Словаччини. За винятком Хорватії, Словаччина була єдиним союзником Осі, який заплатив за депортацію власного єврейського населення. Більшість єврейського населення загинуло у двох хвилях депортацій. Перший, у 1942 році, забрав дві третини словацьких євреїв; друга хвиля після словацького національного повстання 1944 року забрала ще 13 500 жертв, 10 000 з яких не повернулися.

### Швейцарія

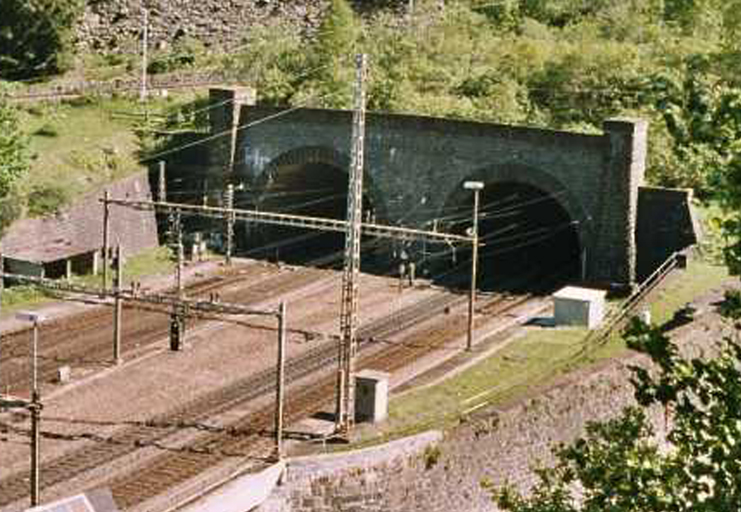
Вхід до Готардського тунелю

Швейцарія не була захоплена, оскільки її гірські мости та тунелі між Німеччиною та Італією були надто важливими для того, щоб вони вступили у війну, тоді як швейцарські банки забезпечили необхідний доступ до міжнародних ринків, оперуючи вкраденим золотом. Більшість військових припасів до Італії відправлялася через австрійський перевал Бреннер
Існують вагомі докази того, що ці вантажі включали італійських примусових робітників і потяги, навантажені євреями в 1944 році під час німецької окупації північної Італії, коли німецький потяг проходив через Швейцарію кожні 10 хвилин. Потреба в тунелі була ускладнена тим, що британські Королівські повітряні сили бомбардували та порушили роботу маршрутів через перевал Бреннер, а також через сильний снігопад взимку 1944—1945 років. З 43 поїздів, які вдалося відстежити Комісії Бержє 1996 року, 39 прямували через Австрію (Бреннер, Тарвізіо), один через Францію (Вентімілья — Ніцца). Комісія не знайшла доказів того, що інші троє пройшли через Швейцарію. Можливо, потяг міг везти дисидентів із концтаборів. У 1944 році деякі потяги для репатріації офіційно пройшли через Швейцарію, організовані Червоним Хрестом.

## Наслідки
Після того, як радянська армія почала просуватися в окуповану німцями Європу, а союзники висадилися в Нормандії в червні 1944 року, кількість потягів і перевезених людей почала сильно відрізнятися. До листопада 1944 року, із закриттям Біркенау, потяги смерті припинилися. Коли радянська та свій останній поштовх, нацисти перевезли деяких із уцілілих концтаборів або до інших таборів, розташованих усередині розвалюваного Третього рейху, або до прикордонних районів, де вони вважали, що зможуть домовитися про звільнення полонених. Німецькі військовополонені в обмін на «обмінних євреїв» або тих, хто народився за межами окупованих німцями територій. Багатьох ув'язнених було перевезено сумнозвісними маршами смерті, але серед інших транспортів три потяги вирушили з Берген-Бельзена у квітні 1945 року до Терезієнштадта — усіх було звільнено.
Останній зафіксований потяг — це той, який використовувався для транспортування жінок у марші Флоссенбюрг, де протягом трьох днів у березні 1945 року тих, хто залишився в живих, запихали у вагони для худоби, щоб очікувати подальшого транспортування. Лише 200 із початкових 1000 жінок пережили всю поїздку до Берген-Бельзена.

## Пам'ять і вшанування

### Франція
У 1992 році SNCF замовив звіт про свою участь у Другій світовій війні. Компанія відкрила свої архіви незалежному історику Крістіану Башелє, чий звіт був опублікований французькою мовою в 2000 році. Його було перекладено англійською мовою в 2010 році.

### Німеччина

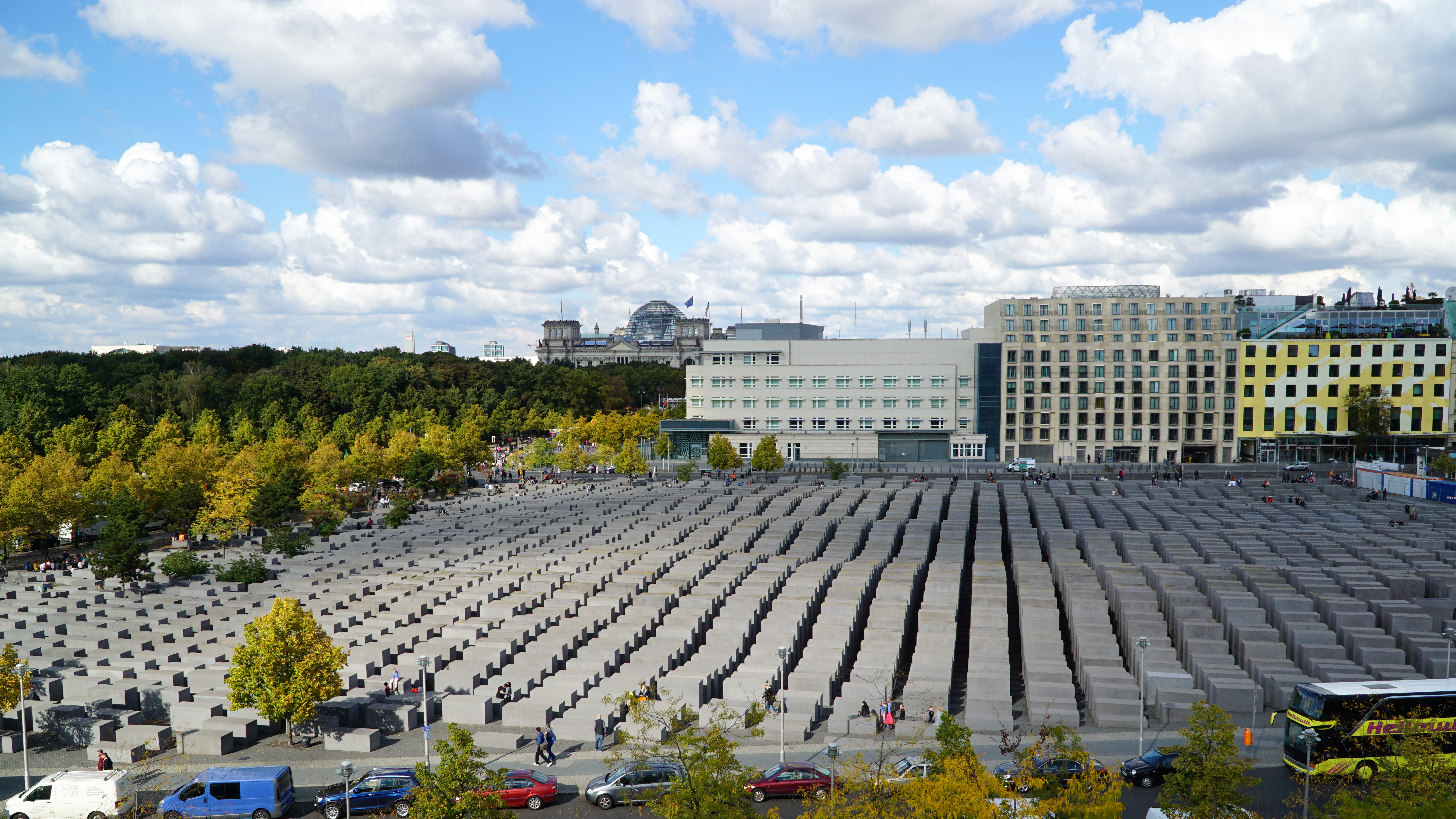
Меморіал вбитим євреям Європи, вид з півдня

У 2004/2005 роках німецькі історики та журналісти почали публічно вимагати, щоб на німецьких пасажирських залізничних вокзалах були встановлені пам'ятні виставки, після того як залізничні компанії у Франції та Нідерландах почали вшановувати пам'ять про масову депортацію на своїх вокзалах. Deutsche Bahn AG (DB AG), державний спадкоємець Deutsche Reichsbahn, відповів: «у нас немає ані персоналу, ані фінансових ресурсів» для такого відзначення. Потім почалися демонстрації на залізничних станціях у Франкфурті-на-Майні та Кельні, а також у потягах далекого прямування. Оскільки DB AG у відповідь змусила своїх співробітників служби безпеки придушити протести, німецькі громадянські ініціативи орендували історичний паровоз і розмістили власну виставку в перероблених пасажирських вагонах. Цей «Потяг пам'яті» здійснив свою першу подорож у Міжнародний день пам'яті жертв Голокосту 27 січня 2007 року. Deutsche Bahn AG відмовила йому в доступі до головних вокзалів у Гамбурзі та Берліні .Німецькі єврейські громади протестували проти того, щоб компанія стягувала тарифи за пробіг і погодинну плату за виставку (яка до 31 грудня 2013 р. досягла прибл. 290 000 доларів США).

### Нідерланди
Nederlandse Spoorwegen використала свої вибачення від 29 вересня 2005 року за свою роль у «остаточному вирішенні», щоб розпочати політику рівних можливостей і антидискримінаційну політику, яка частково буде контролюватись Радою євреїв Нідерландів.

### Польща

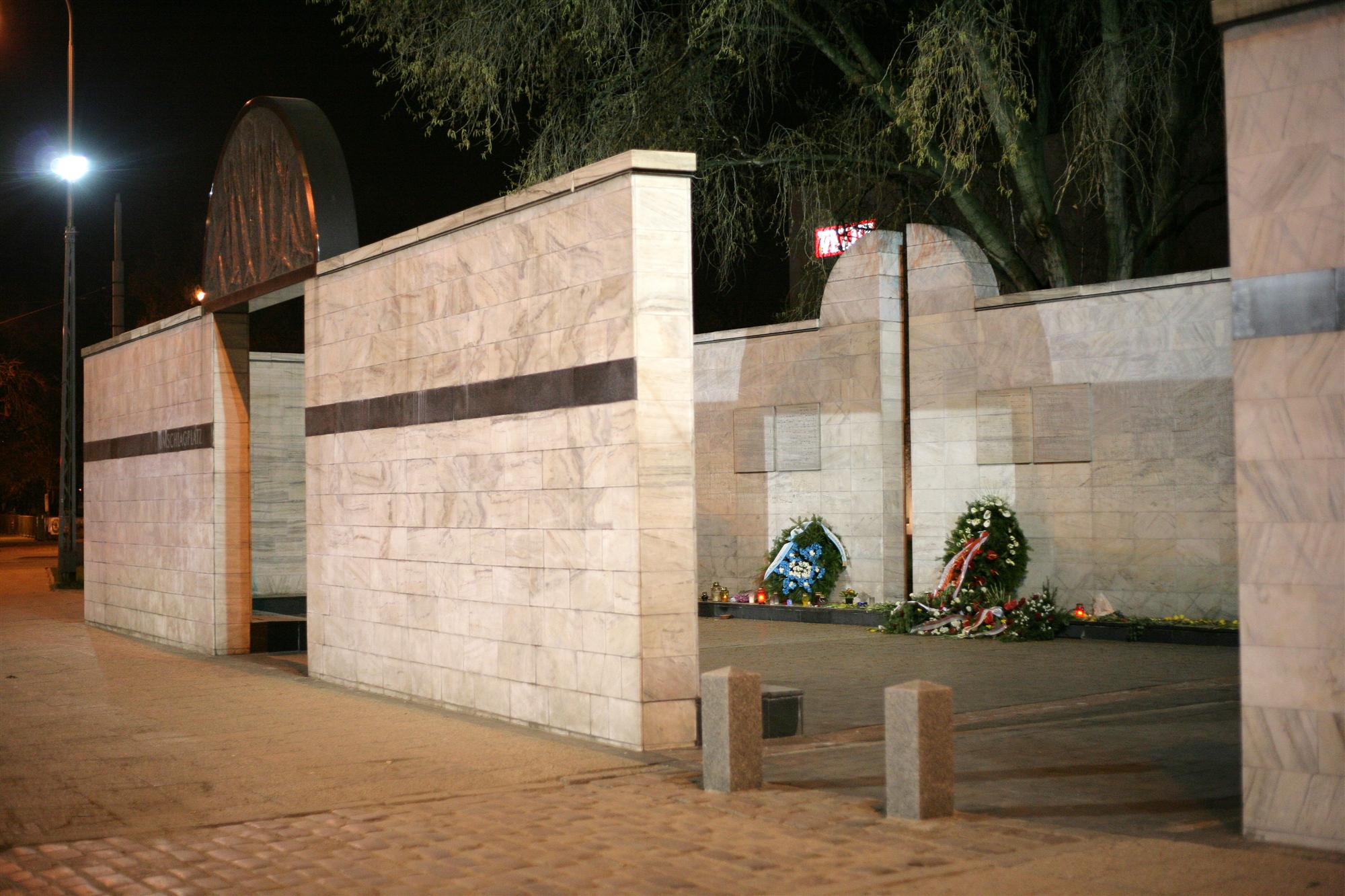
Меморіальні потяги Голокосту на площі Умшлагплац у Варшавському гетто

Усі залізничні лінії, що ведуть до таборів смерті, побудованих в окупованій Польщі, урочисто відрізані від існуючої залізничної системи в країні, подібно до добре збереженого пункту прибуття в Освенцим, відомого як платформа «Юденрампе». Пам'ятні пам'ятники традиційно встановлюються в інших місцях збору. У 1988 році на Умшлагплац у Варшавському гетто було встановлено національний пам'ятник. Розроблений архітектором Ганною Шмаленберг і скульптором Владиславом Кламерусом, він складається з кам'яної конструкції, що символізує відкритий вантажний вагон. У Кракові меморіал євреям із Краківського гетто, депортованим під час Голокосту, розкинувся на всьому місці депортації, відомому як Площа Героїв Гетто (Plac Bohaterow Getta). Урочисто відкритий у грудні 2005 року, він складається з великих сталевих стільців (кожен представляє 1000 жертв), розроблених архітекторами Пьотром Левіцьким і Казімєжем Латаком. У колишньому Лодзькому гетто пам'ятник споруджено на залізничній станції Радегаст (Bahnhof Radegast), де приблизно 200 000 польських, австрійських, німецьких, люксембурзьких і чеських євреїв сіли на потяги, прямуючи на смерть у період з 16 січня 1942 р. до 29 серпня 1944 р.